# Blizzard Entertainment

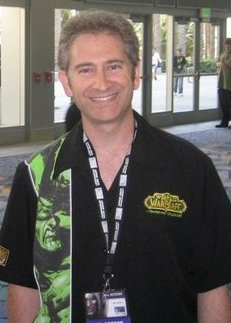
Michael Morhaime, medgrundare och tidigare VD

Blizzard Entertainment, tidigare Silicon & Synapse, är ett amerikanskt mjukvaruföretag med inriktning på spel. År 2008 slogs företagets dåvarande ägare, Vivendi Games, samman med Activision och bildade Activision Blizzard som Blizzard då ställdes under.
Blizzard ligger bakom flera av 1990-talets storsäljande titlar som RTS-spelen Warcraft och Starcraft samt RPG-spelen Diablo & World of Warcraft. Deras senast släppta spel är FPS-spelet Overwatch.

## Spel

### Utvecklade spel
| Titel                                     | År                    | Plattform(ar)                                                          | Genre                           |
| som Silicon & Synapse                     | som Silicon & Synapse | som Silicon & Synapse                                                  | som Silicon & Synapse           |
| ----------------------------------------- | --------------------- | ---------------------------------------------------------------------- | ------------------------------- |
| RPM Racing                                | 1991                  | SNES                                                                   | Racingspel                      |
| The Lost Vikings                          | 1992                  | Amiga, Amiga CD32, GBA, MS-DOS, Mega Drive, SNES                       | Sidscrollande datorspel         |
| Rock n' Roll Racing                       | 1993                  | SNES, Mega Drive, GBA                                                  | Racingspel                      |
| som Blizzard Entertainment                |                       |                                                                        |                                 |
| Blackthorne                               | 1994                  | SNES, Sega 32X, MS-DOS, GBA, Mac OS Classic                            | Plattformsspel                  |
| The Death and Return of Superman          | 1994                  | SNES, Mega Drive                                                       | Sidscrollande datorspel         |
| Warcraft: Orcs & Humans                   | 1994                  | MS-DOS, Mac OS Classic                                                 | Realtidsstrategi                |
| Justice League Task Force                 | 1995                  | Mega Drive, SNES                                                       | Fightingspel                    |
| Warcraft II: Tides of Darkness            | 1995                  | MS-DOS, Linux, AmigaOS 4, Mac OS Classic, Saturn, Playstation, Windows | Realtidsstrategi                |
| Warcraft II: Beyond the Dark Portal       | 1996                  | Mac OS Classic, MS-DOS, Playstation, Saturn, Windows                   | Expansionspaket                 |
| Diablo                                    | 1996                  | Windows, Mac OS Classic, Playstation                                   | Actionrollspel                  |
| The Lost Vikings II                       | 1997                  | SNES, Saturn, Playstation, Windows                                     | Sidscrollande datorspel         |
| Starcraft                                 | 1998                  | Windows, Mac OS Classic, Nintendo 64                                   | Realtidsstrategi                |
| Starcraft: Brood War                      | 1998                  | Windows, Mac OS Classic                                                | Expansionspaket                 |
| Warcraft II: Battle.net Edition           | 1999                  | Windows, Mac OS Classic                                                | Realtidsstrategi                |
| Diablo II                                 | 2000                  | Windows, Mac OS Classic, OS X                                          | Actionrollspel                  |
| Diablo II: Lord of Destruction            | 2001                  | Windows, Mac OS Classic, OS X                                          | Expansionspaket                 |
| Warcraft III: Reign of Chaos              | 2002                  | Windows, Mac OS Classic, OS X                                          | Realtidsstrategi                |
| Warcraft III: The Frozen Throne           | 2003                  | Windows, Mac OS Classic, OS X                                          | Expansionspaket                 |
| World of Warcraft                         | 2004                  | Windows, OS X                                                          | MMORPG                          |
| World of Warcraft: The Burning Crusade    | 2007                  | Windows, OS X                                                          | Expansionspaket                 |
| World of Warcraft: Wrath of the Lich King | 2008                  | Windows, OS X                                                          | Expansionspaket                 |
| Starcraft II: Wings of Liberty            | 2010                  | Windows, OS X                                                          | Realtidsstrategi                |
| World of Warcraft: Cataclysm              | 2010                  | Windows, OS X                                                          | Expansionspaket                 |
| Diablo III                                | 2012                  | Windows, OS X, Playstation 3, Xbox 360                                 | Actionrollspel                  |
| World of Warcraft: Mists of Pandaria      | 2012                  | Windows, OS X                                                          | Expansionspaket                 |
| Starcraft II: Heart of the Swarm          | 2013                  | Windows, OS X                                                          | Expansionspaket                 |
| Hearthstone: Heroes of Warcraft           | 2014                  | Windows, OS X, iOS, Android                                            | Digitalt samlarkortspel         |
| Diablo III: Reaper of Souls               | 2014                  | Windows, OS X, Playstation 3, Xbox 360, Playstation 4, Xbox One        | Expansionspaket                 |
| World of Warcraft: Warlords of Draenor    | 2014                  | Windows, OS X                                                          | Expansionspaket                 |
| Starcraft II: Legacy of the Void          | 2015                  | Windows, OS X                                                          | Expansionspaket                 |
| Heroes of the Storm                       | 2015                  | Windows, OS X                                                          | Multiplayer online battle arena |
| Overwatch                                 | 2016                  | Windows, Playstation 4, Xbox One                                       | Förstapersonsskjutare           |
| World of Warcraft: Legion                 | 2016                  | Windows, OS X                                                          | Expansionspaket                 |
| World of Warcraft: Battle for Azeroth     | 2018                  | Windows, OS X                                                          | Expansionspaket                 |
| World of Warcraft: Shadowlands            | 2020                  | Windows, OS X                                                          | Expansionspaket                 |
| Diablo IV                                 | 2023                  | Windows                                                                | Actionrollspel                  |

### Portningar
| Titel                                          | År                    | Plattform(ar)                           | Genre                 |
| som Silicon & Synapse                          | som Silicon & Synapse | som Silicon & Synapse                   | som Silicon & Synapse |
| ---------------------------------------------- | --------------------- | --------------------------------------- | --------------------- |
| Battle Chess                                   | 1992                  | Windows 3.x och Commodore 64 portningar | Schack                |
| Battle Chess II: Chinese Chess                 | 1992                  | Amiga portning                          | Schack                |
| J.R.R. Tolkien's The Lord of the Rings, Vol. I | 1992                  | Amiga portning                          | Rollspel              |
| Castles                                        | 1992                  | Amiga portning                          | Strategispel          |
| MicroLeague Baseball                           | 1992                  | Amiga portning                          | Sportspel             |
| Lexi-Cross                                     | 1992                  | Macintosh portning                      | Pusselspel            |
| Dvorak on Typing                               | 1992                  | Macintosh portning                      | Pedagogiska spel      |
| Shanghai II: Dragon's Eye                      | 1994                  | Windows 3.x portning                    | Mahjong solitaire     |

### Fotnoter
1. ↑  Gamasutra Staff (9 februari 2012). ”DICE 2012: Blizzard's Pearce on World Of Warcraft's launch hangover”. Gamasutra. http://www.gamasutra.com/view/news/40230/DICE_2012_Blizzards_Pearce_on_World_Of_Warcrafts_launch_hangover.php. Läst 23 januari 2013.
2. ↑  McWhertor, Michael (30 januari 2008). ”Blizzard Loots $1.2 Billion From 2007, Thanks To WoW” (på engelska). Kotaku. Arkiverad från originalet den 25 maj 2012. https://archive.is/20120525084549/http://kotaku.com/350895/blizzard-loots-12-billion-from-2007-thanks-to-wow. Läst 3 november 2009.
3. 1 2  ”Overwatch”. GameSpot. http://www.gamespot.com/overwatch/. Läst 26 maj 2016.
4. 1 2 3 4 5  ”Blizzard Timeline”. Blizzard Entertainment. Arkiverad från originalet den 8 juni 2003. https://web.archive.org/web/20030608120959/http://www.blizzard.com/blizz-anniversary/timeline.shtml.
5. 1 2 3 4  ”Company Profile”. Blizzard Entertainment. Arkiverad från originalet den 16 september 2009. https://web.archive.org/web/20090916172330/http://eu.blizzard.com/en/inblizz/profile.html. Läst 7 juli 2008.  ”Prior to the release of Warcraft: Orcs & Humans, Blizzard served as a third-party developer, creating entertainment software for various platforms, including DOS, Macintosh, Sega Genesis, and Super Nintendo. The company's best-known titles from this era include Rock 'n Roll Racing, The Lost Vikings, Blackthorne, and The Death and Return of Superman.”
6. ↑  ”Blizzard North: Condor and Diablo”. Blizzard Entertainment. Arkiverad från originalet den februari 22, 2002. https://web.archive.org/web/20020222115131/http://www.blizzard.com/blizz-anniversary/blizznorth.shtml.
7. 1 2 3 4  ”A Decade of Blizzard”. IGN. 1 februari 2001. Arkiverad från originalet den 18 februari 2020. https://web.archive.org/web/20020218050643/http://pc.ign.com/articles/090/090953p1.html. Läst 7 juli 2008.  ”Commodore 64 Battle Chess, Windows Battle Chess, Amiga Battle Chess II, Amiga Lord of the Rings, and Windows Shanghai were some of our early projects.”